# ORP Myśliwy
ORP Myśliwy – kuter patrolowy typu Motor Launch z okresu I wojny światowej i dwudziestolecia międzywojennego. Wybudowany na zamówienie marynarki brytyjskiej, jednak nie jest wiadome w jakiej flocie służył. Zakupiony został w 1921 roku przez polską Marynarkę Wojenną. Po przeprowadzonym remoncie został przydzielony dowódcy Lotnictwa Morskiego. Do jego zadań należało ubezpieczanie startów i wodowań wodnosamolotów. W 1922 roku został okrętem flagowym dowódcy Floty, kmdr. Jerzego Świrskiego. Ze względu na problemy z silnikami większość służby spędził w porcie wojennym w Pucku. Został wycofany ze służby w 1925 roku.

## Budowa

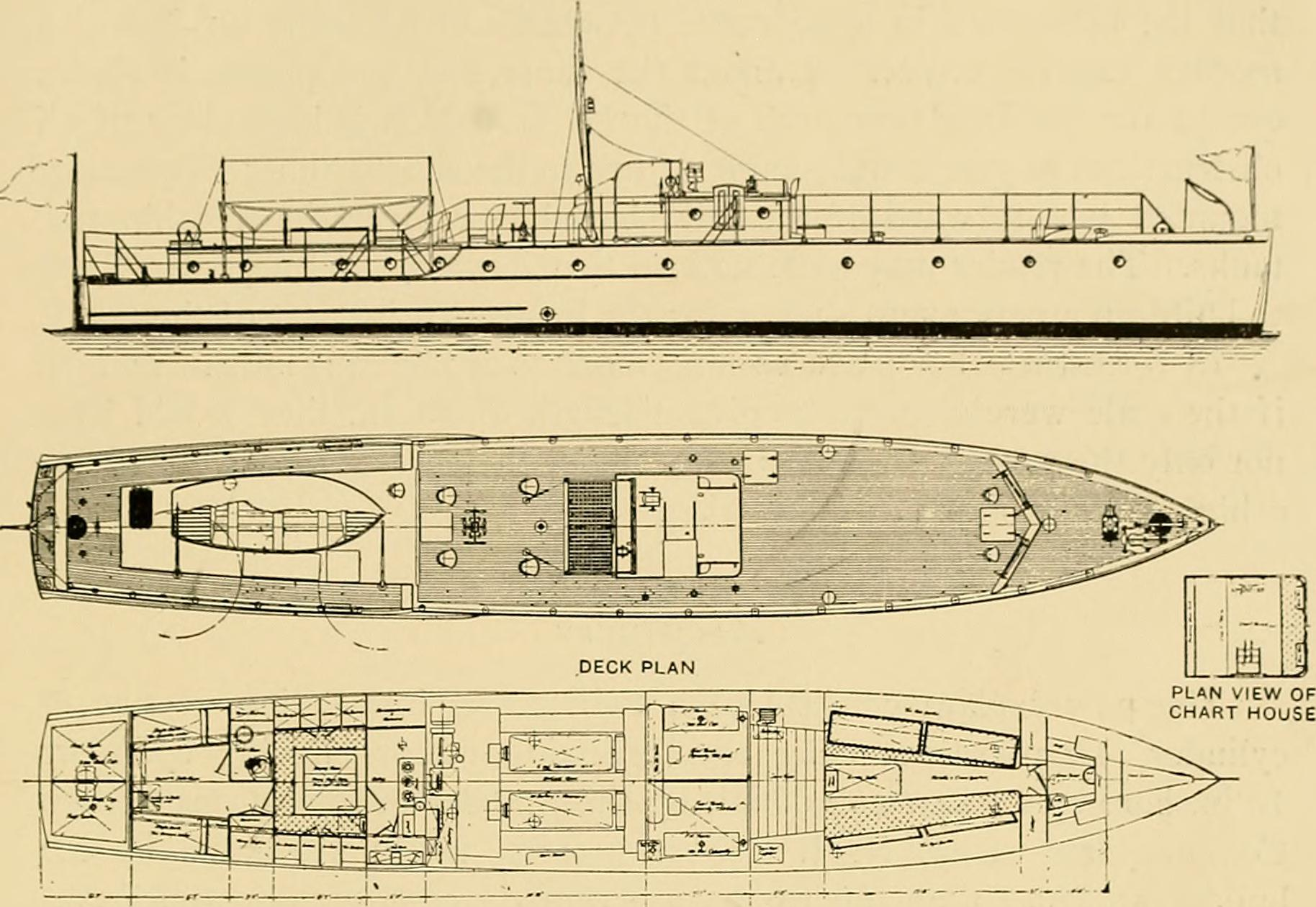
Ogólny schemat kutrów ML

Wzrastające zagrożenie ze strony niemieckich okrętów podwodnych zmusiło marynarki wojenne aliantów do wzmocnienia sił mogących je zwalczać. W lutym 1915 roku przedstawiciel stoczni Electric Boat, Henry R. Sutphen podczas spotkania z przedstawicielami brytyjskiej Admiralicji w Nowym Jorku, przedstawił projekt niewielkiego kutra, zdolnego do osiągnięcia prędkości 19 węzłów, uzbrojonego w szybkostrzelne działko. Zadaniem jednostki miało być zwalczanie okrętów podwodnych Kaiserliche Marine. Pierwszą serię 50 okrętów Royal Navy zamówiła w kwietniu 1915 roku. Łącznie zamówiono 550 sztuk z terminem realizacji do listopada 1916 roku. Należały one do typu Motor Launch, choć popularnie określano je mianem „Movies”. Używano również nazwy kodowej „Sutphensy” od nazwiska dyrektora stoczni. Budowano je w stoczni Electric Launch Incorporated (Elco) w Bayonne, jednak ze względu na niewystarczające moce produkcyjne część produkcji przejęła stocznia w Montrealu w Kanadzie. Głównymi inżynierami nadzorującymi produkcję jednostek byli inż. Irvin Chase oraz prezes zakładów w Bayonne, Thomas S. Hanson. Dzięki uczestnictwu w pracach stoczniowych firmy zajmującej się kowalstwem artystycznym okręty miały eleganckie wykończenia. W związku z tym, że Stany Zjednoczone nie brały udziału w wojnie i pozostawały neutralne, kutry budowano z komponentów, a następnie transportowano je koleją do stoczni Davie w Quebecu w Kanadzie. Na miejscu montowano je i ładowano po cztery jednostki na transportowiec. Z Kanady wysyłano je do Wielkiej Brytanii. W czerwcu 1917 roku brytyjska marynarka zamówiła dodatkowe 30 jednostek, które zostały dostarczone do lutego 1918 roku. Wszystkie kutry oznaczano kodem ML (Motor Launch) i numerami od 1 do 580. Średni koszt budowy jednego kutra wynosił 8609 funtów.
Kutry pełniły służbę przede wszystkim na wodach przybrzeżnych Wielkiej Brytanii, jednak część z nich służyła na Morzu Śródziemnym, w Zachodnich Indiach oraz na Morzu Białym. Wykorzystywano je do przybrzeżnego zwiadu, działań przeciwko okrętom podwodnym, trałowania min oraz stawiania zasłony dymnej. Czterdzieści jeden okrętów otrzymała również marynarka francuska, gdzie oznaczano je jako kutry V.1 – 73 (Vedettes moteur). Po zakończeniu działań wojennych większość kutrów została wystawiona na sprzedaż. Sprzedawano je stosunkowo tanio, np. 200 sztuk sprzedano za cenę 275 funtów każda, 95 za 263 funty każda, a 32 sztuki dla Malty za 50 funtów każda.

## Opis konstrukcji
Drewniany kadłub „Myśliwego” miał całkowitą długość 24,6 metra, szerokość 3,9 metra, a jego zanurzenie wynosiło 1,6 metra. Konstrukcja okrętu wykonana była z drewna dębowego i sosny smołowej z charakterystycznym eleganckim mosiężnym wykończeniem – z tego powodu kuter wybrany został na okręt flagowy. Wyporność jednostki wynosiła 37 ton. Napęd stanowiły dwa sześciocylindrowe silniki benzynowe Standard Lyons Atlas Comp. Każdy z napędzających dwie trzyłopatowe śruby silników zapewniał moc wyjściową 220 koni mechanicznych. Łączna moc maszyn wynosiła 440 KM, co pozwalało na osiągnięcie maksymalnej prędkości 19 węzłów. Prędkość ekonomiczna wynosiła 15 węzłów. Zasięg okrętu przy prędkości maksymalnej wynosił 750 mil morskich, zaś przy prędkości ekonomicznej – 1000 mil morskich. Zbiorniki paliwowe mieściły 7948 litrów benzyny. „Myśliwy” miał także napędzający dynamo dwucylindrowy silnik pomocniczy, kompresor oraz pompę pożarową. Silniki instalowane na kutrach typu Motor Launch były nowoczesne, jednak wymagały nieustannego dozoru dwóch mechaników. Musiały być nieustannie oliwione i regulowane. Problem z zapłonem pojawiał się zarówno, gdy silniki były zimne, jak i rozgrzane. Ponadto w czasie pracy bardzo hałasowały. W czasie służby nie pływano z pełną mocą, ponieważ zwiększenie obrotów powodowało drgania kadłuba. Poważnym problemem był również brak części zamiennych. Załoga jednostki składała się z jednego oficera oraz 10 podoficerów i marynarzy. W służbie angielskiej okręt uzbrojony był w działko kal. 47 mm Hotchkiss, km-y Lewisa, bomby głębinowe i miny. W Polsce uzbrojenie okrętu do 1923 roku składało się z jednego ciężkiego karabinu maszynowego Maxim wz. 08, następnie okręt przezbrojono w jedno działko 47 mm Hotchkiss wz. 85.

## Służba
Latem 1920 roku do Departamentu dla Spraw Morskich (DSM) wpłynęła oferta firmy St. i A. Leszczyńscy na zakup niewielkiego statku motorowego pochodzącego z demobilu alianckiego, który znalazł się na terenie portu gdańskiego. Był to kuter patrolowy Motor Launch. W styczniu 1921 roku DSM złożył oficjalną ofertę zakupu oferowanego okrętu za kwotę 12 tysięcy dolarów. Ze względu na brak dokumentacji firmy Leszczyńskich, nie wiadomo czy jednostka służyła w marynarce angielskiej, czy francuskiej. Prawdopodobne wydaje się, że był to okręt angielski, ponieważ Brytyjczycy sprzedawali tanio jednostki rozbrojone prywatnym odbiorcom, szczególnie na jachty. J. Piwowoński podaje, że jednostka pochodziła z demobilu francuskiego, ale nie uzasadnia tej tezy i podaje brytyjski numer seryjny (ML...). Nie jest znany numer okrętu, jaki nosił przed przejęciem przez DSM. Na podstawie wyporności można przypuszczać, że była to jednostka II serii z numerami od 550 do 580.
| Dowódcy okrętu                | Dowódcy okrętu   | Dowódcy okrętu |
| ----------------------------- | ---------------- | -------------- |
| kpt. mar. Mieczysław Rudnicki | 30 lipca 1921    | 1923           |
| chor. mar. Augustyn Szulc     | 20 stycznia 1923 | 1924           |
| por. mar. Stefan de Walden    | 1924             | 1924           |

Jednostkę przyholowano do Gdańska i następnie zadokowano w stoczni Danziger Werft, w celu przywrócenia pełnej sprawności operacyjnej. W trakcie prac stoczniowych dokonano przeróbek (m.in. przeniesiono przedni maszt przed sterówkę). Rozkazem dowódcy DSM z 7 kwietnia 1921 roku okręt otrzymał nazwę ORP „Myśliwy”. Podniesienie bandery i rozpoczęcie służby w charakterze okrętu strażniczego nastąpiło 30 lipca 1921 roku. Pierwszym dowódcą okrętu mianowano kpt. mar. Mieczysława Rudnickiego. Latem tego roku prowadzono próby odbiorcze, w czasie których Komisja Odbiorcza stwierdziła złą pracę silników. Początkowo zarzucono zakontraktowanej załodze niesumienne wykonywanie obowiązków, jednak z czasem okazało się, że spowodowane to było wadami silników. Problemy z silnikami spowodowały, że okręt został podporządkowany dowódcy Lotnictwa Morskiego, a do jego zadań należało ubezpieczanie startów i wodowań wodnosamolotów. 1 kwietnia 1922 roku ORP „Myśliwy” został przydzielony dowódcy Floty kmdr. Jerzemu Świrskiemu, dzięki czemu stał się jej okrętem flagowym. Zgodnie z opracowaną w marcu instrukcją jednostka bazowała w porcie w Pucku, a jej zadaniem było utrzymywanie stałej łączności między okrętami znajdującymi się na redzie, a Dowództwem Floty. Ponadto okręt pełnił funkcje reprezentacyjne. Bez specjalnej zgody nie mógł opuszczać portu. Dowódcy „Myśliwego” podlegała motorówka sztabowa „M-56”, która wobec jego problemów z silnikami utrzymywała regularną komunikację między lądem a okrętami.
W okresie pomiędzy 30 maja a 22 czerwca 1922 roku okręt znajdował się w remoncie, a funkcję okrętu flagowego w tym okresie przejęła ORP „Rybitwa”. W 1923 roku nowym dowódcą został chor. mar. Augustyn Szulc. 29 kwietnia 1923 roku okręt miał wziąć udział w uroczystości otwarcia i poświęcenia „Tymczasowego Portu Wojennego i Schroniska dla Rybaków” w Gdyni. Na jego pokładzie w czasie uroczystej porady okrętów płynęli dygnitarze państwowi oraz goście zagraniczni. Jednak ze względu na częste awarie jeden z trałowców wyznaczono na okręt rezerwowy. Do 1924 roku „Myśliwy” pełnił funkcję okrętu reprezentacyjnego. W latach 1924 – 1925 ORP „Myśliwy” wchodził w skład Dywizjonu Ćwiczebnego oraz ponownie pełnił funkcję dozorowania startów wodnosamolotów. Pełnił również rolę szkolnego okrętu artyleryjskiego, prowadząc szkolenia strzeleckie z armaty 47 mm. ORP „Myśliwy” po okresie spędzonym w stanie I rezerwy, podczas której nie był zdolny do służby rozpoczął kampanię czynną 15 sierpnia 1924 roku pod dowództwem por. mar. Stefana de Waldena. Pogarszający się stan techniczny spowodował, że jesienią 1925 roku rozpoczęto rozbiórkę jednostki. Wymontowano uzbrojenie, inwentarz pokładowy i maszynowy, który następnie trafił do magazynów.
Minister Spraw Wojskowych generał broni Lucjan Żeligowski polecił „z dniem 15 stycznia 1926 roku skreślić z listy okrętów wojennych ORP „Myśliwy”. Etat ORP „Myśliwy” przenieść na ORP „Ślązak””. Równocześnie zlecił szefowi Kierownictwa Marynarki Wojennej wydanie „zarządzenia użycia starych mechanizmów, kadłubu i osprzętu”. W wykonaniu rozkazu Ministra Spraw Wojskowych załoga ORP „Myśliwy” została przeniesiona na ORP „Ślązak”.
Nie wiadomo co stało się z wycofaną jednostką. Według jednej z relacji okręt kupili Finowie, według innej kadłub rozebrano na opał.